# Gribshunden
Die Gribshunden (übersetzt „Greifhund“) war ein dänisches Kriegsschiff und das Flaggschiff Johanns I. (1455–1513), König von Dänemark, Norwegen und Schweden.
Die Karacke sank im Jahr 1495, nachdem sie in der Ostsee vor der Küste von Ronneby im Südosten Schwedens Feuer gefangen hatte; sie ist eines der am besten erhaltenen Wracks aus dem Spätmittelalter.

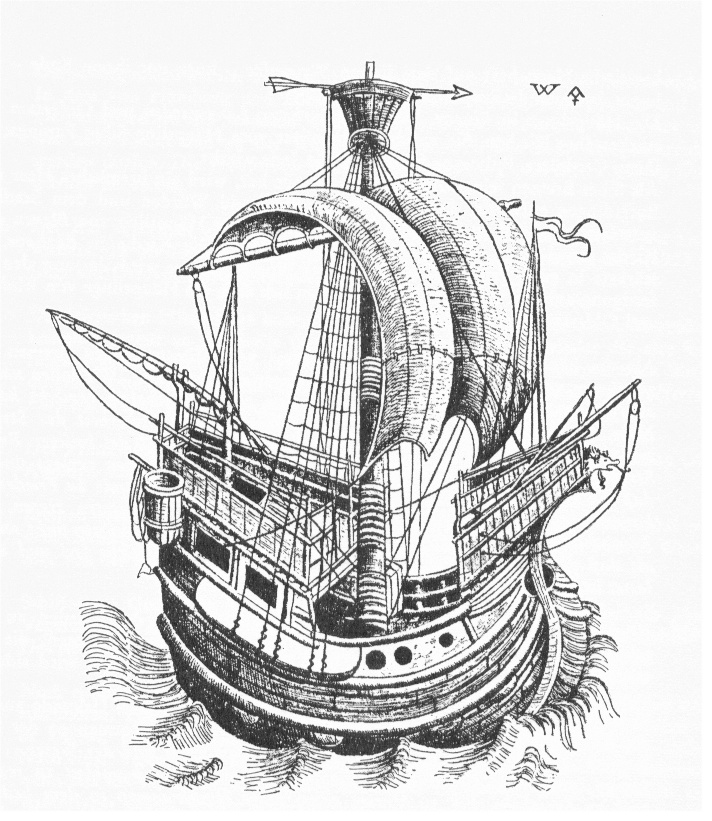
Abbildung einer Karacke um 1475 nach einem Kupferstich von Israhel van Meckenem

## Geschichte
Die erste bekannte Erwähnung des Schiffes findet sich in einem Brief vom 16. Mai 1486, in dem Johann I. „in navi nostra Griffone“ (lateinisch für „in unserem Schiff Griffo“) schrieb. Gribshunden und seine abweichenden Namen wurden dann von 1487 bis 1495 in die Schiffslisten der dänischen Flotte aufgenommen.
Im Sommer 1495 segelte Johann mit der Gribshunden und 17 weiteren Schiffen nach Kalmar, um Verhandlungen mit Sten Sture dem Älteren, dem schwedischen Führer, aufzunehmen. Dieser drohte, die Schweden aus der Kalmarer Union zu lösen. Als führendes Schiff der dänischen Flotte war die Gribshunden ein Symbol der militärischen Macht, die dazu beitragen sollte, die Schweden von der Unabhängigkeit abzuschrecken.
Auf dem Weg nach Kalmar fing die Gribshunden jedoch Feuer, während sie in der Ostsee an einem Naturhafen in der Nähe von Ronneby vor Anker lag. Dieses Ereignis, bei dem sich eine Explosion ereignet habe, wurde in der schwedischen Sture-Chronik und zwei deutschsprachigen Quellen aufgezeichnet: Reimar Kocks Lübeck-Chroniken und Caspar Weinreichs Danzig-Chroniken. Johann selbst war zu jener Zeit nicht an Bord, aber wie Expeditionsmitglied Tyge Krabbe berichtet, starben viele der 150 Besatzungsmitglieder, die sich auf dem Schiff befanden, als es sank. Johann reiste nach dem Verlust seines Flaggschiffs weiter nach Kalmar, aber Sten Sture erschien nicht zu dem Treffen und ließ den Status der Kalmarer Union für die nächsten zwei Jahre bis zur Schlacht bei Rotebro, in der er eine Niederlage gegen Johann erlitt, in der Schwebe.
An Bug und Heck verfügten Schiffe wie die Gribshunden über turmähnliche Aufbauten, um gegnerische Besatzungen zu schlagen und gegnerische Schiffe dann als Prise (Beute) zu nehmen.
Eine zeitgenössische Quelle gibt die Anzahl der Kanonen mit 95 an. Es ist unklar, ob dabei auch Handfeuerwaffen der Soldaten mit eingerechnet wurden.

## Wrack

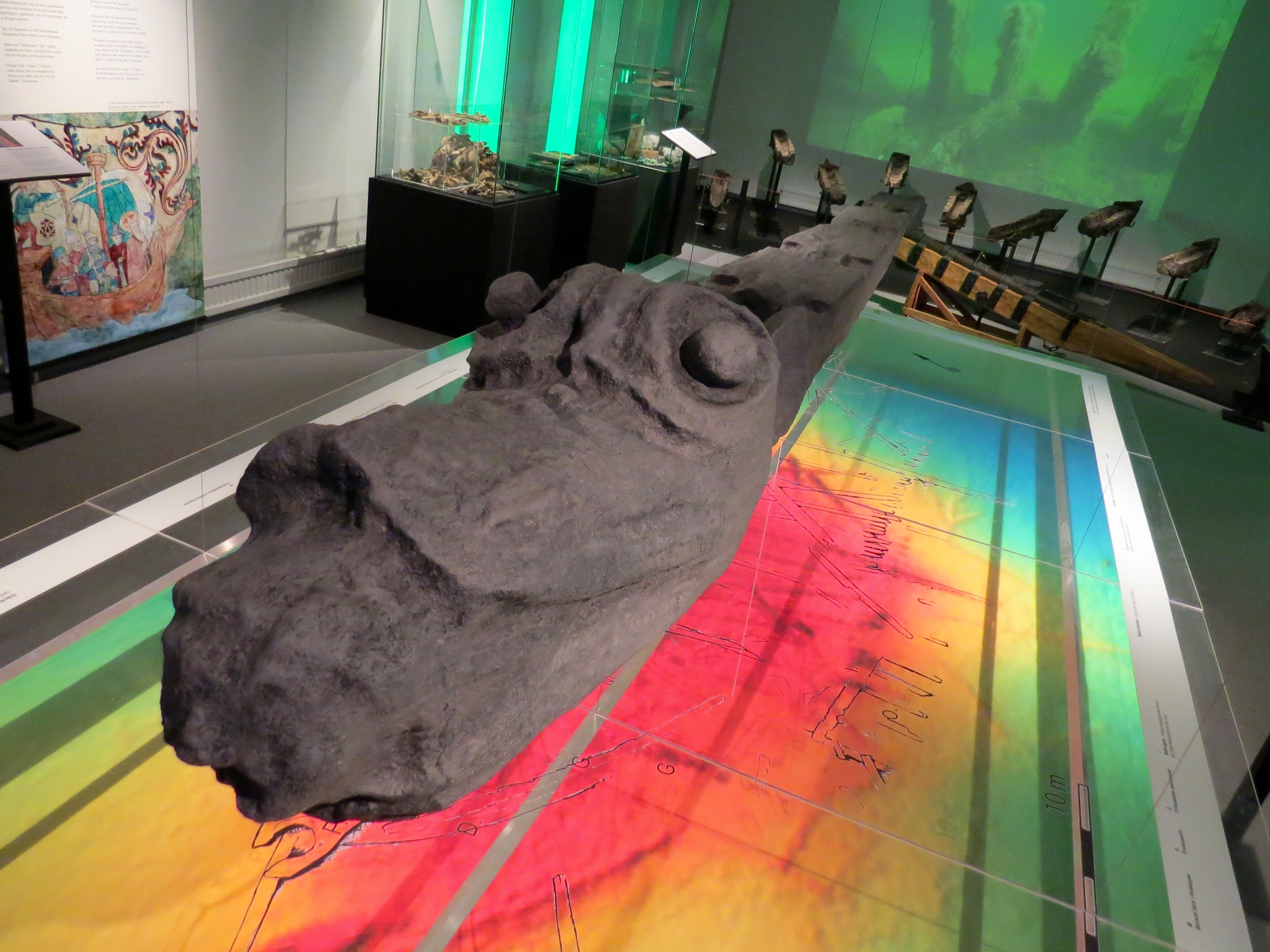
Abguss der chimärenartigen Galionsfigur der Gribshunden

In den 1970er Jahren fand ein örtlicher Tauchverein das Wrack in einer Tiefe von 10 Metern in der südwestlichen Ostsee nördlich von Stora Ekön („Große Eicheninsel“), einer Insel im Schärengarten von Blekinge, vor der Küste von Ronneby. Die Taucher waren sich der Identität und Bedeutung des Wracks lange nicht bewusst und erzählten den Archäologen erst im Jahr 2000 von der Entdeckung; 2001 und 2002 folgten die ersten archäologischen Untersuchungen. Im Jahr 2013 identifizierten Archäologen das Schiff als die Gribshunden durch Techniken wie dendrochronologische Probennahmen des Schiffsholzes, die zeigten, dass sie von Eichen stammten, die im Winter 1482–1483 am Flusslauf der Maas gefällt worden waren.
Das Schiff ist in einem bemerkenswert guten Zustand und gehört zu den am besten erhaltenen Schiffen des Spätmittelalters. Dass das Holzwrack relativ frei von üblichen Schäden durch Schiffsbohrmuscheln ist, wird auf das Brackwasser zurückgeführt.
Das Schiff ist auch von besonderer Bedeutung, weil es – wie es für mehrere Jahrzehnte im 15. Jahrhundert üblich war – teilweise in Kraweelbauweise und teilweise in Klinkerbauweise beplankt wurde. Es ist damit das älteste gefundene Schiff seiner Art in den nordischen Gewässern. Vermessungen des Wracks zeigen, dass das Schiff eine Länge von 30 Metern und eine Breite von mindestens 8 Metern hatte.
Im August 2015 erhielt das Schiff internationales Medieninteresse, als eine nahezu perfekt erhaltene, etwa 250 kg schwere hölzerne Galionsfigur eines mythischen Wesens aus dem Vorbau geborgen und an die Oberfläche gebracht wurde. In Anlehnung an den Namen des Schiffes wurde die chimäre Galionsfigur als hunde- oder drachenähnliches Seeungeheuer mit Löwenohren beschrieben, das eine Person in seinem Krokodilmaul verschlingt.
Zu den Artefakten, die in den Trümmern gefunden wurden, gehören unter anderem Vorratsfässer und Feuerholz, Armbrüste, Teller, Trinkgefäße, Kettenhemden aus Kupfer, Glas, Bleikugeln, Winden und Essensreste. Das Schiffswrack war mit eisernen Kanonen bewaffnet, von denen mindestens 11 Lafetten gefunden wurden. Die Kanonen selbst haben sich im Laufe der Zeit jedoch größtenteils zersetzt. Einer historischen Quelle zufolge soll die Gesamtzahl der Geschütze an Bord sogar 68 betragen haben. Die Kanonen waren Leichtgeschütze und damit nicht zum Versenken von Schiffen bestimmt. Stattdessen boten sie hauptsächlich Unterstützung für die Infanterie, die den Hauptteil der Streitkräfte bildete. Die Infanterie war auch in der Lage, auf mittlere Distanz zu kämpfen, wie Funde an der Gribshunden aus dem Jahr 2019 belegen. Damals wurden unter der Leitung der Hochschule Södertörn, der Universität Lund und des Museums Blekinge unter anderem eine Armbrust, ein Armbrustbolzen, eine Handbüchse und Kettenpanzerung geborgen. Im Jahr 2021 entdeckten Archäologen am Wrack mehrere Lafetten, von denen die größte gut 4 Meter lang war, sowie einen geschnitzten Luntenspieß. Es handelt sich dabei um die ältesten jemals gefundenen Belege für Schiffsartillerie. Eine von 2019 bis 2021 an der Gribshunden durchgeführte Ausgrabung förderte außerdem Silbermünzen, verzierte Wandvertäfelungen aus Birke, einen mit einer Krone verzierten Holzhumpen, Hausschuhe und exotische Gewürze zu Tage. In einem der Fässer aus dem Laderaum befanden sich die Überreste von verschiedenen Tierarten. In einem Kubikmeter Sediment fanden die Archäologen etwa 600 Knochenstücke von Tieren.
Stand Januar 2022 ist die Bergung nicht abgeschlossen.

## Rezeption
Die US-amerikanische Wissenschaftssendung Nova (WGBH Boston) begleitete einen Teil der archäologischen Unterwasserarbeiten an der Gribshunden filmisch und berichtete davon in einer im Jahr 2021 ausgestrahlten Episode. Das ZDF erstellte 2022 eine deutsche Fassung von 52:09 Minuten mit dem Titel „Der Stolz der dänischen Flotte – Die Gribshunden“, die z. B. am 2. Dezember 2023 auf Arte ausgestrahlt wurde.